# Palausalangaan
De Palausalangaan (Aerodramus pelewensis; synoniem: Collocalia pelewensis) is een vogel uit de familie Apodidae (gierzwaluwen).

## Verspreiding en leefgebied
Deze soort is endemisch op Palau, een eilandstaat in de Grote Oceaan dat deel uitmaakt van Micronesië.